# ザヴィエ・フッター
ザヴィエ・フッター（Xaver Hutter, 1976年3月12日 - ）は、オーストリア出身の俳優である。

## 出演作品

### 映画
- オーシャンズ・オデッセイ（ベルント・マイネルト）
- エアポート/トルネード・チェイサー（トム）
- NICO/ニコ　裸の堕天使
- フラッシュバック